# Hans Neese
Hans Neese (* 15. Dezember 1891 in Düsseldorf; † 1961 in Leipzig) war ein deutscher Ingenieur und Professor für Schweißtechnik. Er gehört zu den Pionieren des Elektroschweißens und war Mitbegründer der Ingenieurausbildung auf diesem Gebiet im gesamten deutschsprachigen Raum. Er hat großen Anteil am Aufbau der wissenschaftlichen Schweißtechnik in der Sowjetunion. Er war Gründungsdirektor des Instituts für Schweißtechnik an der Hochschule für Schwermaschinenbau Magdeburg.

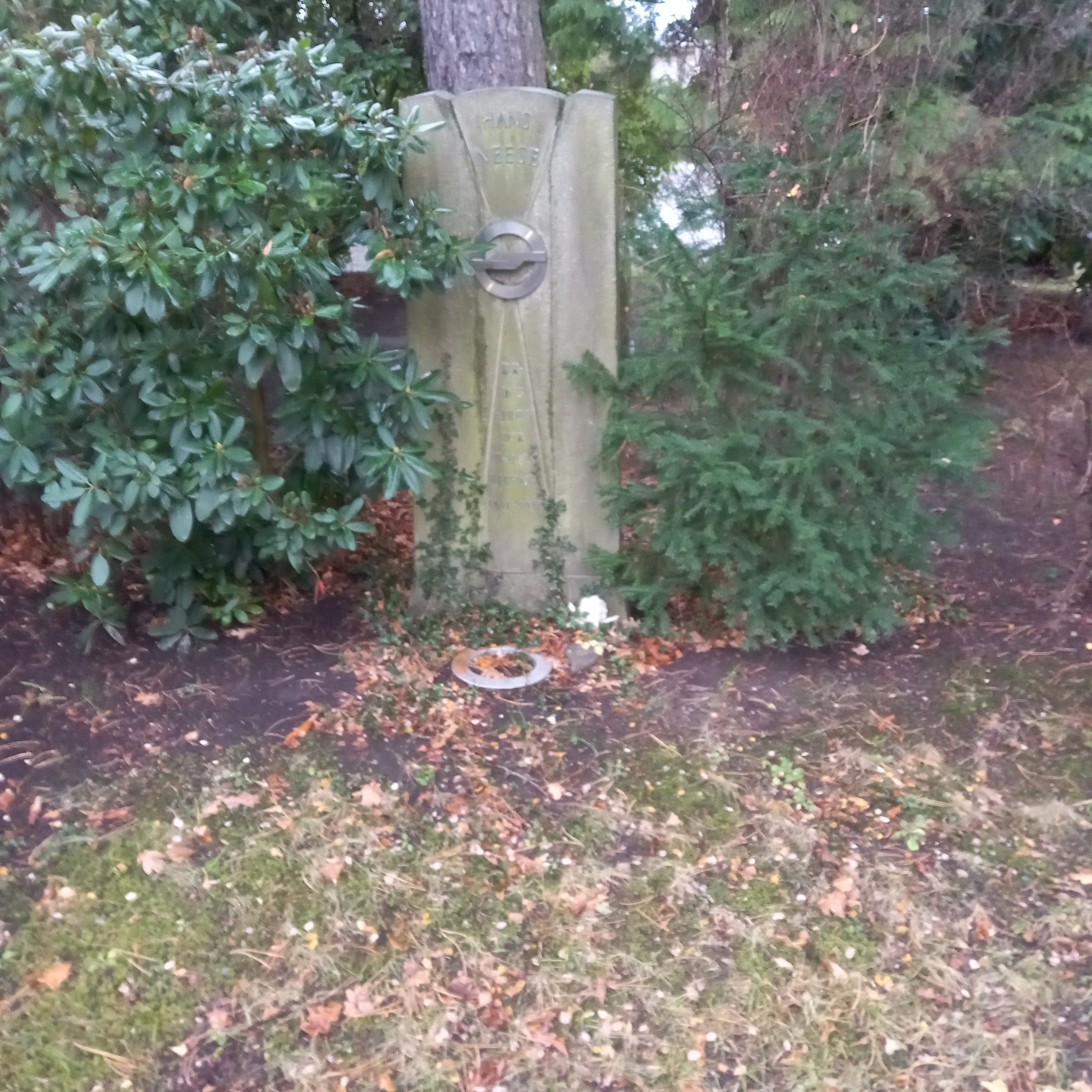
Das Grab von Hans Neese auf dem Südfriedhof (Leipzig)

## Leben und Wirken
Hans E. Neese wuchs in Düsseldorf auf und absolvierte hier seine Schulausbildung. Nach dem Abitur studierte er ab 1910 zunächst Maschinenbau an der TH Braunschweig und danach Chemie und Hüttenkunde an der TH Breslau. Hier war er anschließend für eine kurze Zeit als Assistent tätig. Seit 1911 gehörte Neese der Breslauer Burschenschaft Cheruscia an.
1921 schloss er die Versuchsarbeiten zu seiner Dissertation weitgehend ab, die als erste wissenschaftliche Leistung auf dem Gebiet der elektrischen Schweißtechnik gilt, und er promovierte 1922 zum Doktor-Ingenieur (Dr.-Ing.)
In der Zeitspanne von 1924 bis 1926 arbeitete Neese als selbständiger schweißtechnischer Berater. Danach wurde er 1926 Direktor im neugegründeten Institut für Schweißtechnik an der TH Braunschweig.
Neese bekam eine Berufung des Obersten Volkswirtschaftsrates der Sowjetunion und weilte von 1929 bis 1933 als Berater für Schweißtechnik in Moskau. 1930 wurde er als Professor für Schweißtechnik in Nischni Nowgorod (Gorki) berufen.
Nach seiner Rückkehr war er bis Kriegsende in Deutschland und danach bis 1951 in der DDR als selbständiger schweißtechnischer Berater tätig und verfasste umfangreiche schweißtechnische Spezialschriften. Anschließend war er bis 1956 im Leipziger Schwermaschinenbau (Kirow-Werk) tätig und führte hier automatische Schweißverfahren ein.
1956 wurde Hans Neese als Professor für Schweißtechnik an die Hochschule für Schwermaschinenbau Magdeburg berufen. Hier gründete er das Institut für Schweißtechnik, das erste seiner Art im gesamten deutschsprachigen Raum. Zum gleichen Zeitpunkt wurde auch die Fachrichtung Schweißtechnik gebildet. Neese wurde Mitte 1956 zugleich der erste Institutsdirektor sowie auch Fachrichtungsleiter.
Hauptaufgabe des Instituts waren die Ausbildung von Diplom-Ingenieuren der Fachrichtung Schweißtechnik und die Vermittlung schweißtechnischer Kenntnisse im Nebenfach an Studierende anderer technologischer Fachrichtungen. Begleitend zur Lehre mussten entsprechende Forschungsaufgaben bearbeitet werden. Hierfür war für eine ausreichende personelle Besetzung des Instituts zu sorgen. Die neuen Hochschullehrer und wissenschaftlichen Mitarbeiter mussten die Ausbildungsgrundlagen schaffen für ein völlig neues, an keiner deutschen Hochschule bisher praktiziertes Studium.
1957 wurde im Institut eine zusätzliche Abteilung Fernstudium eingerichtet. Zwei Jahre später wurde das Institut in 3 Abteilungen aufgegliedert:
- Schweißtechnische Konstruktion und Gestaltung (Leiter: Roland Müller),
- Schweißtechnologie-Metallurgie (Leiter: Hans Neese),
- Plaste- und Metallklebetechnik.

Im Herbstsemester 1956 wurde die Fachausbildung mit 40 Studierenden aufgenommen, die Fachrichtung Schweißtechnik war in ihrem Profil auf Technologen ausgerichtet. Die Praxisverbundenheit war hierbei ein wichtiger Aspekt.
1961 wurde die Leitung des Instituts an Manfred Beckert übertragen, der diese 25 Jahre lang wahrnahmbis zum Jahre 1986. Mit der 3. Hochschulreform der DDR von 1968 erfolgte die Eingliederung als Wissenschaftsbereich in die Sektion Technologie der metallverarbeitenden Industrie. Während dieser 25 Jahre wurden mehr als 700 Diplom-Ingenieure für Schweißtechnik an der TH Magdeburg ausgebildet.
1971 vereinbarte Werner Gilde, Leiter des Zentralinstituts für  Schweißtechnik (ZIS) in Halle (Saale), mit dem DVS Düsseldorf eine gegenseitige Anerkennung der Schweißingenieure Ost und West.
Neese gilt als Altmeister der Schweißtechnik, weil er mit seiner Doktorarbeit an der TH Aachen von 1922 die erste wissenschaftliche Arbeit auf diesem damals völlig neuen Fachgebiet erbracht hat. Er trug wesentlich dazu bei, dass die Schweißtechnik in den Rang einer Wissenschaft erhoben und anerkannt wurde, z. B. durch seine Elektrodenentwicklung und mit der Entwicklung von automatischen Schweißverfahren, dem Neese-Verfahren.
Neese wurde auf dem Leipziger Südfriedhof beigesetzt. Sein Grabmal schuf Alfred Späte.

## Mitgliedschaften und Ehrungen (Auswahl)
- 1956 Mitglied des Arbeitskreises Schweißtechnik (Ministerium für Schwermaschinenbau)
- 1958 Verleihung der Otto-von-Guericke-Plakette
- 1958 Verdienter Techniker des Volkes
- 1959 Goldene Ehrennadel der Kammer der Technik (KDT) und Ehrenmitgliedschaft
- 1959 Goldene Ehrennadel der Gesellschaft zur Verbreitung wissenschaftlicher Kenntnisse (Urania)
- 1959 Ehrensenator der TH Otto von Guericke Magdeburg.

## Publikationen (Auswahl)
- Kleines 1 x 1 für Elektroschweißer. Union Verlag, Berlin 1936, 3. Auflage 1938, 4. Auflage 1940;  5. Auflage: Verlag Berliner Union,  Stuttgart 1951; Hans Neese, Herbert Neumann, 6. Auflage 1961, 9. Auflage 1972, 11. Auflage 1977, ISBN 978-3-408-53527-5, 12. Auflage: Kohlhammer,  Stuttgart; Berlin; Köln; Mainz 1984, ISBN 978-3-17-053549-7.
- Theorie und Praxis der Lichtbogenschweißung in 26 Vorträgen. Marhold Verlag,  Halle (Saale) 1954.
- G. I. Pogodin-Alexejew, Ju. A. Geller, A. G. Rachschtadt. Dt. Bearb. Ernst Schiebold, Übers. aus d. Russ. Hans Neese: Metallkunde – Analysenmethoden, Laborarbeiten und Aufgaben. Verlag Technik, Berlin 1956.